# Кешкек
Кешкек (на турски: keşkek) е обредна яхния от пилешко месо, пшеница или ечемик.
Кешкекът е разпространен в Турция, Сирия, Иран а също и в други страни.
Приготвя се, като пшеницата или ечемикът се смесват с пилешко месо и се варят в голям казан на постоянен огън. Пшеницата е предварително накисната във вода от предния ден, а пилешкото е сварено и обезкостено. Хомогенизирането се получава с помощта на голям дървен чук, с който се „бият“ съставките, докато се варят в казана. Приготвянето е много трудоемко и изисква много често разбъркване и постоянна температура на огъня. Казва се, че най-вкусният кешкек е този, който е бит силно и дълго време. Ястието е обредно и най-често се консумира по време на религиозни празници, сватби и погребения.
Смята се, че славянската дума за каша произлиза от персийската дума kishk, или и двете думи произлизат от санскритската kashaya – „лековита напитка“.
Терминът кешкек също е свързан и с думата кус-кус, като за приготвянето на кешкек някога е бил използван кус-кус от ечемичени зърна.
Турция регистрира традицията за приготвяне на церемониален кешкек в Представителния списък на нематериалното културно наследство на човечеството на ЮНЕСКО през ноември 2011 г. 
На островите Лесбос и Самос кешкек се приготвя в летните нощи, когато се коли церемониален бик. 

## Кешкек в България
Рецептата за приготвянето на кешкек в Силистренското село Чернолик се предава от поколение на поколение. Той е специално и много трудоемко ястие, което е задължително блюдо на мевлида (помена) за 52 ден след кончината на някого. Кешкек се готви и по време на традиционното гезе, когато дете стане на годинка и роднините най-често по майчина линия идват на гости, за да го видят. За приготвянето на кешкек в селото изкопават дълбок трап с диаметър 1 метър, в който се пали огън още от предната вечер. В дълбок 50-литров меден съд се слагат многократно измито жито и краве масло в пропорция 1:1. Добавят месото от две угоени кокошки, агнешки бут и ребра. Доливат гореща вода и затварят съда, като капакът се запечатва с глина или тесто. Съдът остава в жарта за 6 до 8 часа. След като всичко е сварено, месото се обезкостява, доливат се варено мляко и се добавя сол на вкус. Сместа се „бие“ с голям дървен чук до получаването на хомогенна каша и месото стане на конци. Кешкекът се смята за готов, когато се загребе с лъжица, обърне се наопъки и не се стича.
В пещерското село Радилово от 2010 г. се провежда фестивал на кешкека. Там той е местно ритуално ястие, приготвяно от векове и свързвано с легендата за богинята на плодородието Бендида. Поверието гласи, че в селото настъпили години, в които жените не можели да зачеват. Богинята се явила в съня на една от жените и в поискала в замяна на помощта си, когато се родят деца, да се приготвя кеша (каша). Тя трябвало да се раздава на всички в селото. Богинята заръчала да съберат най-хубавото пшеничено зърно и да се смели между едри камъни. То трябвало да се измие 9 пъти, докато стане бистро като сълза. Бременна булка трябвало да донесе мълчана вода, която да се кипне в голям съд и към него да се добави смляното жито и да се бърка. Докато кешкека се бърка, за детето се наричало „Да порасне силно и работливо“, „Да бъде с чиста душа като зърното“. Когато детето порасне, преди сватбата му се приготвя отново кешкек и се нарича за здравето на новото семейството, а след това и на децата му.